# هوارد ستيل
هوارد ستيل (بالإنجليزية: Howard Steel)‏ هو لاعب كرة قدم أسترالية أسترالي، ولد في 14 مايو 1911، وتوفي في 12 فبراير 1987.

## وصلات خارجية
- هوارد ستيل على موقع AustralianFootball.com (الإنجليزية)
- هوارد ستيل على موقع AFLtables.com (الإنجليزية)